# Nasenhaar

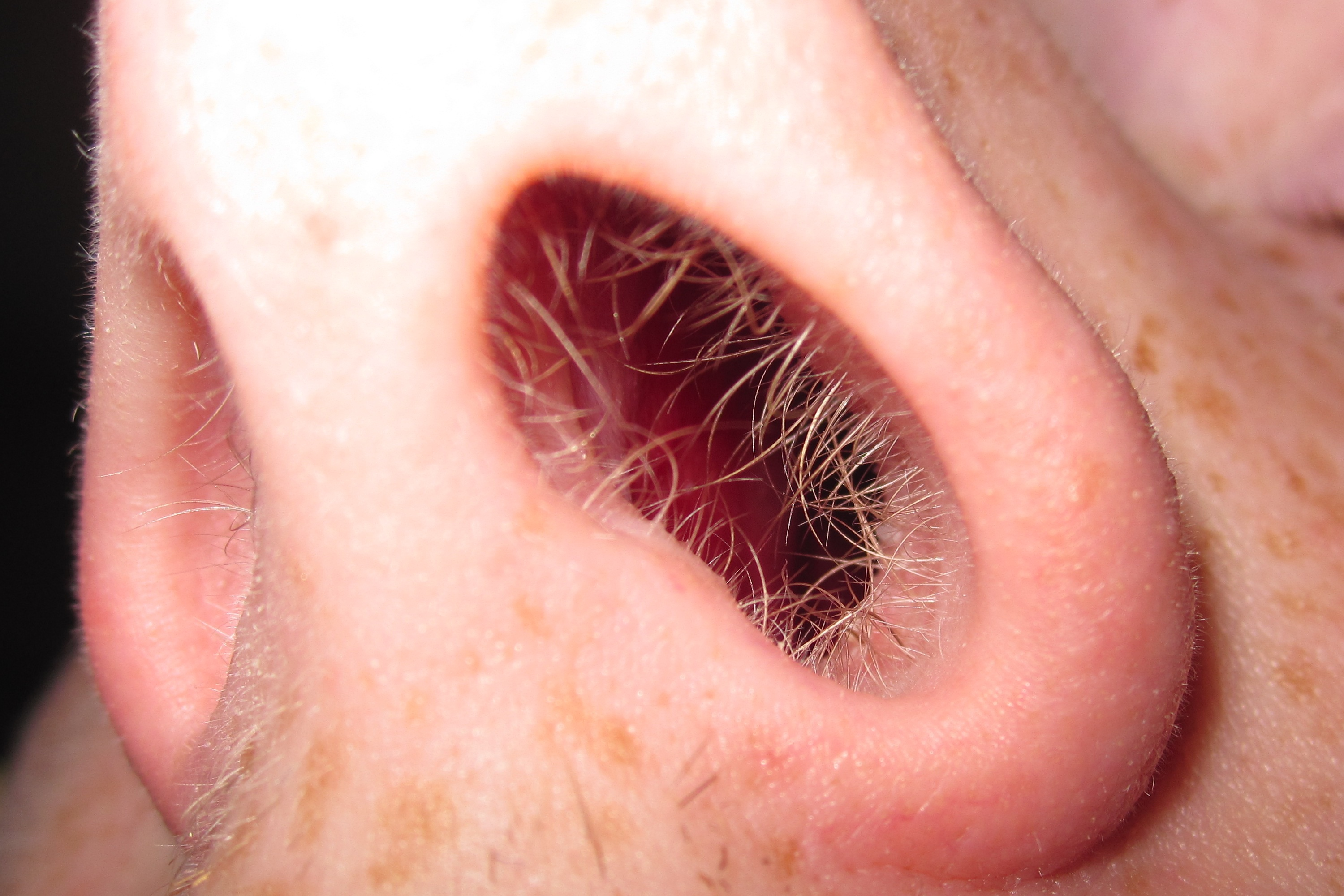
Nasenhaare des Menschen

Nasenhaare (lat. Vibrissae) sind starre Haare im Bereich des Naseneingangs und dienen als Luftfilter. Sie können mehrere Millimeter lang werden und sind zum Nasenloch hin gerichtet.

## Funktion
In der Atemluft sind Schmutzpartikel wie Staub oder Sand enthalten, welche die Atemwege schädigen können. Diese können durch die Nasenhaare teilweise aufgehalten werden. Ferner können durch sie einkriechende Insekten abgehalten werden. Allerdings lösen größere Partikel sofort einen Niesreflex aus, der die Nase reinigt und kleinere Partikel – insbesondere feine Stäube – können kaum aufgehalten werden. Diese werden durch die Oberfläche der Nase selbst gebunden:
Der wichtigste Filtermechanismus der Nase ist die Nasenschleimhaut, die Sekret absondert, um leichte Fremdkörper besser binden zu können. Dieses wird dann über die 5 bis 10 µm langen Flimmerhärchen in den hinteren Nasenrachenbereich weitertransportiert und entweder abgehustet oder verschluckt.
Die tatsächliche Schutzwirkung der Nasenhaare in Bezug auf eindringende Partikel in die Lunge ist daher sehr gering.
Ein Verlust der Nasenhaare, bspw. infolge von kreisrundem Haarausfall, kann trotzdem Allergien verstärken sowie zu häufigeren Infektionen der oberen Atemwege führen.

## Entfernung
In vielen Kulturen gelten Nasenhaare als unerwünscht und lange, aus der Nase herausragende Haare als ungepflegt. Daher entfernen besonders Männer die als störend empfundenen Haare. In Deutschland entfernen oder kürzen sich 1/3 der Personen regelmäßig die Nasenhaare.
Laut ärztlicher Empfehlung können Nasenhaare, die zu lang erscheinen, bedenkenlos abgeschnitten werden. Sie sollten aber nicht gezupft werden. Dies ist nicht nur schmerzhafter, sondern auch mit gesundheitlichen Risiken verbunden. So können nachwachsende Haare vereinzelt in das Gewebe einwachsen und Entzündungen verursachen. Vor allem können sich die Haarfollikel entzünden und Furunkel bilden, weil Bakterien in den nun offenen Kanal eindringen können. Laut einem amerikanischen HNO-Arzt sollen dabei sogar tödlich verlaufende Infektionen entstehen können. Die von der Nase herausgehenden Venen führen in unmittelbarer Nähe zu Gefäßen, die aus dem Gehirn kommen. Über diesen Weg sollen sich Bakterien ausbreiten und beispielsweise zu Meningitis oder Hirnabszessen führen können. Aufgrund der geringen Zahl der Fälle ist eine derartige Form der Infektion aber eher unwahrscheinlich. In die Blutbahn eindringende Bakterien werden hauptsächlich vom Gehirn weggespült und sind damit potenziell nicht gefährlicher als die über andere Stellen des Körpers eindringenden Keime. Richtig ist, dass in der Nase wie im Mund für den Körper gefährliche Keime existieren. Daher ist eine Verletzung der Nasen- wie der Mundschleimhaut potenziell gefährlich.
Als Alternative zum Zupfen existieren sowohl elektrische als auch mechanische Nasenhaarschneider, deren Gebrauch derartige Verletzungen vermeiden soll. Sollten deren Klingen jedoch stumpf sein, besteht ebenfalls die Gefahr, Haare auszureißen und damit die gleichen Risiken wie beim Zupfen einzugehen. Bei scharfen Klingen sowie bei unsachgemäßem Gebrauch besteht wie beim klassischen Kürzen der Nasenhaare mit einer Schere wiederum die Gefahr, die empfindliche Schleimhaut zu verletzen und eine besonders große Eingangspforte für Bakterien zu öffnen. Die Empfehlungen, ob man besser elektrisch oder mit der Schere schneiden soll, sind daher uneinheitlich.
Um etwaige Entzündungen grundsätzlich zu vermeiden, werden daher bei der professionellen Nasenhaarentfernung bei Barbieren sowie im Fall von Nasenoperationen in Kliniken sowohl die Nasenschleimhaut als auch die Instrumente zuvor desinfiziert. Dies geschieht u. a. mit kleinen Einmal-Alkoholtupfern.